# White Bird
White Bird – miasto w Stanach Zjednoczonych, w stanie Idaho, w hrabstwie Idaho. Jedna z najmniejszych miejscowości (88 osób w 2023 r.) w stanie Idaho.